# Seznam chicagských biskupů a arcibiskupů

## Chicagští biskupové
1. 1844–1848: William J. Quarter
2. 1848–1853: James Oliver Van de Velde, S.J.
3. 1854–1858: Anthony O'Regan
4. 1859–1880: James Duggan

## Chicagští arcibiskupové
1. 1880–1902: Patrick Augustine Feehan
2. 1903–1915: James Edward Quigley
3. 1915–1939: kardinál George Mundelein
4. 1939–1958: kardinál Samuel Stritch
5. 1958–1965: kardinál Albert Gregory Meyer
6. 1965–1982: kardinál John Cody
7. 1982–1996: kardinál Joseph Bernardin
8. 1997–2014: kardinál Francis George, OMI
9. od 2014: kardinál Blase Joseph Cupich